# 小行星6222
小行星6222（英語：6222）是一颗围绕太阳公转的小行星。1980年8月8日，愛丁堡皇家天文台在赛丁泉山发现了此天体。
这颗小行星的绝对星等为129.87956317832等。